# Kanton Bourganeuf
Kanton Bourganeuf (francouzsky Canton de Bourganeuf) je francouzský kanton v departementu Creuse v regionu Limousin. Tvoří ho 13 obcí.

## Obce kantonu
- Auriat
- Bosmoreau-les-Mines
- Bourganeuf
- Faux-Mazuras
- Mansat-la-Courrière
- Masbaraud-Mérignat
- Montboucher
- Saint-Amand-Jartoudeix
- Saint-Dizier-Leyrenne
- Saint-Martin-Sainte-Catherine
- Saint-Pierre-Chérignat
- Saint-Priest-Palus
- Soubrebost